# Fort-du-Plasne
Fort-du-Plasne és un municipi francès situat al departament del Jura i a la regió de Borgonya - Franc Comtat. L'any 2007 tenia 424 habitants.

## Demografia

### Població
El 2007 la població de fet de Fort-du-Plasne era de 424 persones. Hi havia 158 famílies de les quals 36 eren unipersonals (4 homes vivint sols i 32 dones vivint soles), 55 parelles sense fills, 63 parelles amb fills i 4 famílies monoparentals amb fills.
La població ha evolucionat segons el següent gràfic:
Habitants censats

### Habitatges
El 2007 hi havia 207 habitatges, 163 eren l'habitatge principal de la família, 35 eren segones residències i 9 estaven desocupats. 186 eren cases i 22 eren apartaments. Dels 163 habitatges principals, 133 estaven ocupats pels seus propietaris, 27 estaven llogats i ocupats pels llogaters i 3 estaven cedits a títol gratuït; 8 tenien dues cambres, 15 en tenien tres, 46 en tenien quatre i 94 en tenien cinc o més. 123 habitatges disposaven pel capbaix d'una plaça de pàrquing. A 77 habitatges hi havia un automòbil i a 75 n'hi havia dos o més.

### Piràmide de població
La piràmide de població per edats i sexe el 2009 era:
| Homes | Edats   | Dones |
| ----- | ------- | ----- |
| 0     | 95 o +  | 0     |
| 0     | 90 a 94 | 0     |
| 0     | 85 a 89 | 4     |
| 0     | 80 a 84 | 4     |
| 8     | 75 a 79 | 4     |
| 0     | 70 a 74 | 4     |
| 0     | 65 a 69 | 4     |
| 4     | 60 a 64 | 4     |
| 8     | 55 a 59 | 8     |
| 20    | 50 a 54 | 8     |
| 32    | 45 a 49 | 12    |
| 24    | 40 a 44 | 28    |
| 8     | 35 a 39 | 28    |
| 16    | 30 a 34 | 20    |
| 4     | 25 a 29 | 8     |
| 4     | 20 a 24 | 12    |
| 36    | 15 a 19 | 24    |
| 16    | 10 a 14 | 4     |
| 12    | 5 a 9   | 44    |
| 12    | 0 a 4   | 4     |

## Economia
El 2007 la població en edat de treballar era de 292 persones, 229 eren actives i 63 eren inactives. De les 229 persones actives 208 estaven ocupades (109 homes i 99 dones) i 21 estaven aturades (12 homes i 9 dones). De les 63 persones inactives 23 estaven jubilades, 19 estaven estudiant i 21 estaven classificades com a «altres inactius».

### Ingressos
El 2009 a Fort-du-Plasne hi havia 161 unitats fiscals que integraven 416,5 persones, la mediana anual d'ingressos fiscals per persona era de 17.050 €.

### Activitats econòmiques
Dels 15 establiments que hi havia el 2007, 2 eren d'empreses de fabricació d'altres productes industrials, 5 d'empreses de construcció, 3 d'empreses de comerç i reparació d'automòbils, 1 d'una empresa d'hostatgeria i restauració, 2 d'empreses de serveis, 1 d'una entitat de l'administració pública i 1 d'una empresa classificada com a «altres activitats de serveis».
Dels 6 establiments de servei als particulars que hi havia el 2009, 1 era un taller de reparació d'automòbils i de material agrícola, 1 guixaire pintor, 2 fusteries, 1 electricista i 1 restaurant.
L'any 2000 a Fort-du-Plasne hi havia 6 explotacions agrícoles que ocupaven un total de 654 hectàrees.

## Equipaments sanitaris i escolars
El 2009 hi havia una escola elemental integrada dins d'un grup escolar amb les comunes properes formant una escola dispersa.

## Poblacions més properes
El següent diagrama mostra les poblacions més properes.